# Hélène Bidard
Pour les articles homonymes, voir Bidard.
 (janvier 2022).
Hélène Bidard, née le 6 avril 1981 dans le 14e arrondissement de Paris , est une femme politique française.
Membre du Parti communiste français (PCF), elle est conseillère de Paris depuis 2008 et adjointe à la maire de Paris en charge de l'égalité femmes-hommes, de la jeunesse et de l'éducation populaire depuis 2014.

## Jeunesse et études
Hélène Bidard est issue d’une « famille populaire d’Aubervilliers ». Inscrite au conservatoire par ses parents, elle ne souhaite pas faire carrière dans la musique classique et s’oriente vers des études d’histoire à l'Université Panthéon-Sorbonne où démarre son militantisme politique au parti communiste. Dans son parcours, elle a occupé la fonction d'attachée contractuelle dans une collectivité territoriale.

## Parcours politique

### Mandats et élections
Pendant ses études d'histoire, Hélène Bidard devient responsable nationale de l'Union des étudiants communistes (UEC). En 2006, elle milite contre le projet de contrat première embauche (CPE).
Hélène Bidard se présente aux élections municipales de 2008 à Paris dans le 11earrondissement et est élue conseillère de Paris dès le 1er tour le 9 mars 2008, puis réélue le 30 mars 2014 et le 28 juin 2020.
Candidate aux élections sénatoriales de 2017 à Paris, elle figure à la deuxième place sur la liste menée par Pierre Laurent.
Le 13 décembre 2018, elle est élue au comité exécutif national du Parti communiste français en tant que responsable de la « commission féministe-droits des femmes ». En 2019, le parti met en place la cellule « Stop violences » dont elle est responsable .

### Politique menée pour la mairie de Paris

#### Chargée de l'égalité femmes-hommes, de la lutte contre les discriminations et des droits de l'Homme
À la suite de sa réélection du 30 mars 2014 au Conseil de Paris, elle est élue adjointe à la maire de Paris le 5 avril. Hélène Bidard est alors chargée de « l'égalité femmes-hommes, la lutte contre les discriminations et des droits de l'Homme »,, ainsi que conseillère déléguée à la santé et au handicap à la mairie du 11e arrondissement de Paris.
En novembre 2014, elle crée l'« Observatoire parisien des violences faites aux femmes »,, sur le modèle de celui existant en Seine-Saint-Denis.
En novembre 2016, elle porte une campagne d'affiches de la Ville de Paris ciblant le harcèlement de rue. Entre juin 2016 et janvier 2017, elle travaille avec son équipe sur la mise en place d'un numéro unique d'écoute pour lutter contre le harcèlement (sexuel, moral, etc.) au sein de la Ville de Paris. En octobre 2016, un groupe de travail créé à l'initiative d'Hélène Bidard publie le premier guide « Genre & espace public » concernant la construction d'environnement urbain égalitaire.
En 2017, Hélène Bidard relance avec David Belliard, alors co-président du groupe écologiste à la mairie de Paris, la concertation et le dossier pour la création d'un centre d'archives LGBTQI+ à Paris en 2020. Sans réponse à l'appel à projet, ce dossier n’aboutit pas ,.
Le 21 novembre 2017, elle annonce que la Ville de Paris continuera à utiliser l'écriture inclusive. Le même jour, le Premier ministre Édouard Philippe bannit cette même écriture des textes publiés au Journal officiel de la République française.
En décembre 2017, elle organise dans les salons de l'hôtel de ville de Paris un événement grand public pour lutter contre la grossophobie, suivi d'un défilé de mode pour personnes grosses. En février 2018, elle propose l'introduction du terme « grossophobie » dans le dictionnaire ; il entre dans le Robert en mai. Sur le même thème, elle organise une exposition de photos sur les murs de la caserne Napoléon en février 2019.
En novembre 2018, elle annonce avec la maire de Paris la création d'une Cité de l'égalité et des droits des femmes à Paris. Ce lieu est inauguré sous le nom de Cité Audacieuse le 5 mars 2020.
En novembre 2018 encore, elle lance la diffusion du « violentomètre ». Hélène Bidard l'a conçu avec la mairie de Paris, l'Observatoire des violences envers les femmes du Conseil départemental de la Seine-Saint-Denis et l'association En Avant Toute(s) pour permettre aux jeunes femmes de mesurer le degré de violence dans leur couple à travers des exemples de situations concrètes. Elle en dépose la marque à l'INPI le 18 mars 2019[réf. souhaitée]. 
Par un tweet qui suscite une intense polémique, elle dénonce le 11 décembre 2018 le sexisme misogyne d'une immense bâche publicitaire pour la marque de lingerie Aubade sur la devanture des Galeries Lafayette Haussmann. Dans un courrier au président du directoire, elle en demande le retrait alors que le groupe aurait signé la même année une charte pour une communication responsable.
En mars 2020, face à l'augmentation des violences conjugales liées au confinement, elle annonce une série de mesures dont la libération de logements et d'hébergements pour faire décohabiter auteurs et victimes.
En mai de la même année, avec d'autres militantes féministes, elle reproche au SNAP festival d'avoir usurpé le logo de la Ville de Paris. Elle porte plainte pour diffamation contre Marc-Antoine Bartoli, ancien président d’Act Up-Paris, qui lui impute une responsabilité dans la mort de Jessyca Sarmiento au bois de Boulogne en février 2020. Hélène Bidard est déboutée de sa plainte et l'ancien président d'Act Up-Paris est relaxé par la 17e chambre du tribunal judiciaire de Paris le 4 novembre 2022.

#### Chargée de l'égalité femmes-hommes, de la jeunesse et de l'éducation populaire
À nouveau candidate aux élections municipales de 2020 à Paris,, elle est réélue conseillère de Paris le 28 juin 2020, puis nommée adjointe à la maire de Paris chargée de l'égalité femmes-hommes, de la jeunesse et de l'éducation populaire.
En septembre 2020, Hélène Bidard dévoile avec Pierre Rabadan, adjoint au sport, les lauréats d'un appel à projets « Paris Sportives » pour favoriser la pratique sportive des femmes dans l'espace public.
Le 8 mars 2021, elle lance le « respectomètre », un nouvel outil pour sensibiliser les jeunes aux relations égalitaires dans l'espace public et numérique.
En mai 2021 elle publie un second guide référentiel « Genre et espace public » avec des exemples et des expérimentations pour une approche "genrée" des politiques urbaines.
Elle annonce en juin 2021 la mise en place de structures globales d'accompagnement de femmes victimes de violences dans les hôpitaux de La Pitié Salpêtrière, Bichat-Claude-Bernard et l'Hôtel-Dieu en partenariat avec l'AP-HP.
Elle pilote un projet de création d'« une maison pour la jeunesse » annoncée par Anne Hidalgo en janvier 2021. Hélène Bidard propose d'y installer une partie du Centre d'information et de documentation jeunesse. Le Conseil de Paris vote en juillet 2021 son ouverture sous le nom de QJ (« Quartier Jeunes »), dans les locaux de l'ancienne Mairie du 1er arrondissement.

### Élections européennes de 2024
Elle est sur la liste menée par Léon Deffontaines pour les élections européennes de 2024, placée en quatrième position dans la liste, mais aucun candidat de cette liste n'est élu député.